# Cidade antitouradas

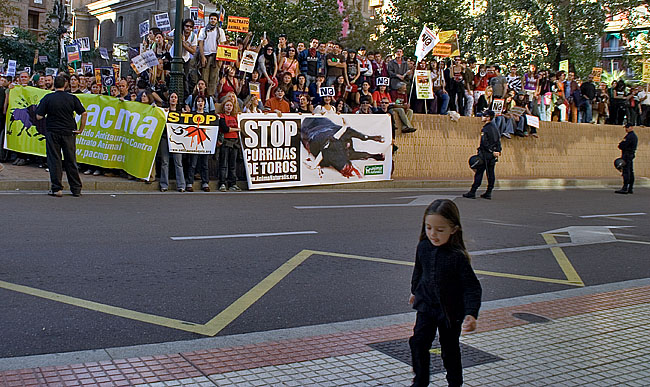
Manifestação antitouradas em Saragoça.

Cidade antitouradas é uma declaração de uma afirmação ética e política aprovada pelos municípios na qual, os mesmos não apoiam, sob forma alguma a realização de eventos tauromáquicos no seu concelho e afirmam serem contra a prática da tourada e a favor dos principios dos direitos animais.
O conceito de cidade antitouradas, não é no entanto, proibitivo da prática das corridas de touros. Para que a mesma declaração seja adoptada pelos municípios locais, as associações e entidades de defesa dos animais exercem a sua influência e pressão junto dos respectivos autarcas, no sentido em que os mesmos declarem os seus municípios como antitouradas.
A forma de implementação das campanhas não é necessariamente igual em todos os países, sendo que cada organização local decide qual a estratégia  que prefere utilizar, tendo sempre em consideração os diferentes aspectos políticos.
Uma das estratégias adoptada por algumas campanhas é também a sensibilização junto dos turistas que frequentam cidades com tradições tauromáquicas, no sentido de se exercer a pressão económica como factor dissuador e penalizadora das touradas.

## História
A primeira cidade a adoptar o conceito de cidade antitouradas foi Tossa de Mar, localizada em Espanha, na comunidade autónoma da Catalunha, em 1989, através do então alcaide, Telm Zaragoza, tornando-a assim como a primeira cidade antitouradas do mundo.
O município vivia então um clima de agitação política e de contestações de várias entidades de protecção dos animais relativamente a um vereador da região, que defendia que era necessário promover a tourada, porque os turistas somente encontravam esta tradição na cultura catalã. Facto que originou que fossem criadas as condições para se dar início do movimento.
A mentora da implementação do conceito foi Pilar Taberner, na altura, membro do partido ecologista "Os Verdes" de Espanha e que nove anos antes havia iniciado uma série de contactos para a criação de um movimento internacional contra as touradas, e que propôs ao então alcaide de Tossa de Mar, Telm Zaragoza, que declarasse a mesma como cidade antitouradas.
Anteriormente, em 1988, Pilar Taberner havia estado presente na realização de um congresso internacional em Gijon, no norte de Espanha, que contou com a participação de entidades de vários países para encontrar uma forma conjunta de combater a tauromaquia e onde surgiu a primeira ideia de se solicitar aos alcaides espanhóis que declarassem as suas cidades como antitouradas.
A mesma ideia acabou por servir como base da proposta para a resolução da polémica de Tossa de Mar, como recorda a responsável decorridos cerca de 19 anos após o acontecimento no site da Anubis, uma associação de defesa dos animais em Espanha, à qual pertence:  "O Alcaide, Sr. Telm Zaragoza, quis parar o escândalo, e ao perguntar-me como, eu lhe propus que declarasse a cidade antitourada."
O alcaide acabou então por aceitar a sugestão da activista, facto que deu origem à declaração da primeira cidade do género a nível mundial.
Pilar Taberner lembra no site da Anubis que no entanto, a concretização da iniciativa acabou também por ser influênciada pela estratégia de divulgação levada a vários países.
Segundo a activista, o autarca "esquecer-se-ia da promessa se não lhe tivessem chegado milhares de cartas de felicitação do mundo inteiro", facto que se tornou público "e era necessário ter continuidade."
Com a acção de Tossa de Mar, foram assim lançadas as bases para o desenvolvimento do conceito de cidade antitouradas, que se espalhou por várias outras cidades.
Posteriormente, com o decorrer dos anos, várias associações de protecção dos animais de diferentes países adoptaram o conceito e lançaram iniciativas e campanhas com o objectivo que as cidades onde se verificam as corridas de touros o apliquem.
A aceitação do seu conceito nem sempre foi fácil, implicando uma grande sensibilização junto das entidades políticas, num contexto com muitos argumentos a favor e contra a actividade tauromáquica.

## Cidades anti-touradas actualmente existentes

### Colombia
1. Medellín (Fevereiro 2008)
2. Zapatoca (Fevereiro 2008)
3. Bello (Julho 2008)

### Espanha
1. Coslada (2005 - Madrid)
2. Basauri (Junho 2008 - País Basco)
3. Castrillón (Julho 2008 - Astúrias)
4. Costitx (Julho 2009 - Maiorca, Ilhas Baleares)

### França
1. Mouans-Sartoux (Dezembro 2004 )
2. Bully les Mines (Dezembro  2006)
3. Montignac- (Novembro  2007)

### Portugal
1. Viana do Castelo (Dezembro 2008)[1][6]
2. Póvoa de Varzim (Julho 2018)

### Venezuela
1. Carrizal (Outubro 2008)
2. Caracas (April 2009)